# Johann Erich Biester
Johann Erich Biester (ur. 17 listopada 1749 w Lubece, zm. 20 lutego 1816 w Berlinie) – niemiecki dziennikarz i popularyzator wiedzy. W roku 1783 założył wraz z Friedrichem Gedicke naukowe pismo „Berlinische Monatsschrift”. To w tym piśmie ukazał się głośny artykuł: Co to jest Oświecenie (Was ist Aufklärung), którego autorem był Immanuel Kant. W 1791 roku odwiedził Poznań.

## Życiorys
W latach 1767–1771 studiował prawo i literaturę angielską w Getyndze (jego przyjacielem ze studiów był Gottfried August Bürger), po czym pracował w Lubece jako jurysta. Od roku 1783 do 1791 był współwydawcą Berlinische Monatsschrift. Wydawał też: Berlinische Blätter i Neue Berlinische Monatsschrift do roku 1811. Biester promował racjonalizm i zwalczał okultyzm. Przeciwstawiał się też prozelityzmowi katolickiemu, który popierali Jezuici. Biester był masonem i członkiem towarzystwa Berliner Mittwochsgesellschaft (zwanej też Axiomachus).
W roku 1773 zyskał posadę na uniwersytecie w Bützow (Meklemburgia). W roku 1774 został Doctor Juris. Od roku 1777 był sekretarzem pruskiego ministra kultury, którym wtedy był reformatorski Karl von Zedlitz. Od 1784 Biester pracował jako bibliotekarz Königliche Bibliothek w Berlinie. Fryderyk Wielki osobiście, życzył sobie powierzyć mu to stanowisko. Do śmierci był członkiem Große Landesloge von Deutschland' w Berlinie.
Artykuł Kanta: Was ist Aufklärung z 1784 roku zamieszczony w Berlinische Monatsschrift wywołał głośną debatę. Biester bronił Kanta w swym: Vorschlag, die Geistlichen nicht mehr bei Vollziehung der Ehen zu bemühen. Biseter i jego przyjaciel Gedicke byli nazywani „Apostołami Niewiary” (Apostel des Unglaubens). Wpływowy na dworze pietysta Johann Christoph von Wöllner (1732-1800) spowodował ich przejściowe uwięzienie w twierdzy w Spandau.
Przyjaciółmi Biestera byli bracia Wilhelm i Alexander von Humboldt. Z drugim z nich pracował potem w Akademii Nauk.
W dyspucie, jaką prowadzili z sobą dwaj brytyjscy myśliciele; liberał Thomas Paine (1737-1809) i konserwatysta Edmund Burke (1729-1797), Biester popierał Paine’a, a Friedrich von Gentz (1764-1832) Burke’a. Innym adwersarzem Biestera był Johann Gottlieb Fichte (1762-1814). Biester uważał, że filozofia Fichtego była zbyt rygorystyczna i idealistyczna, podobnie myśleli potem Arthur Schopenhauer (1788-1860) i Heinrich Heine (1797-1856). Biester i Friedrich Nicolai zablokowali kandydaturę Fichtego na członka berlińskiej Akademii Nauk.

### literatura
- Alfred Hass, Johann Erich Biester. Sein Leben und sein Wirken. Ein Beitrag zur Geschichte der Aufklärungszeit in Preussen.